# Komeet Hale-Bopp

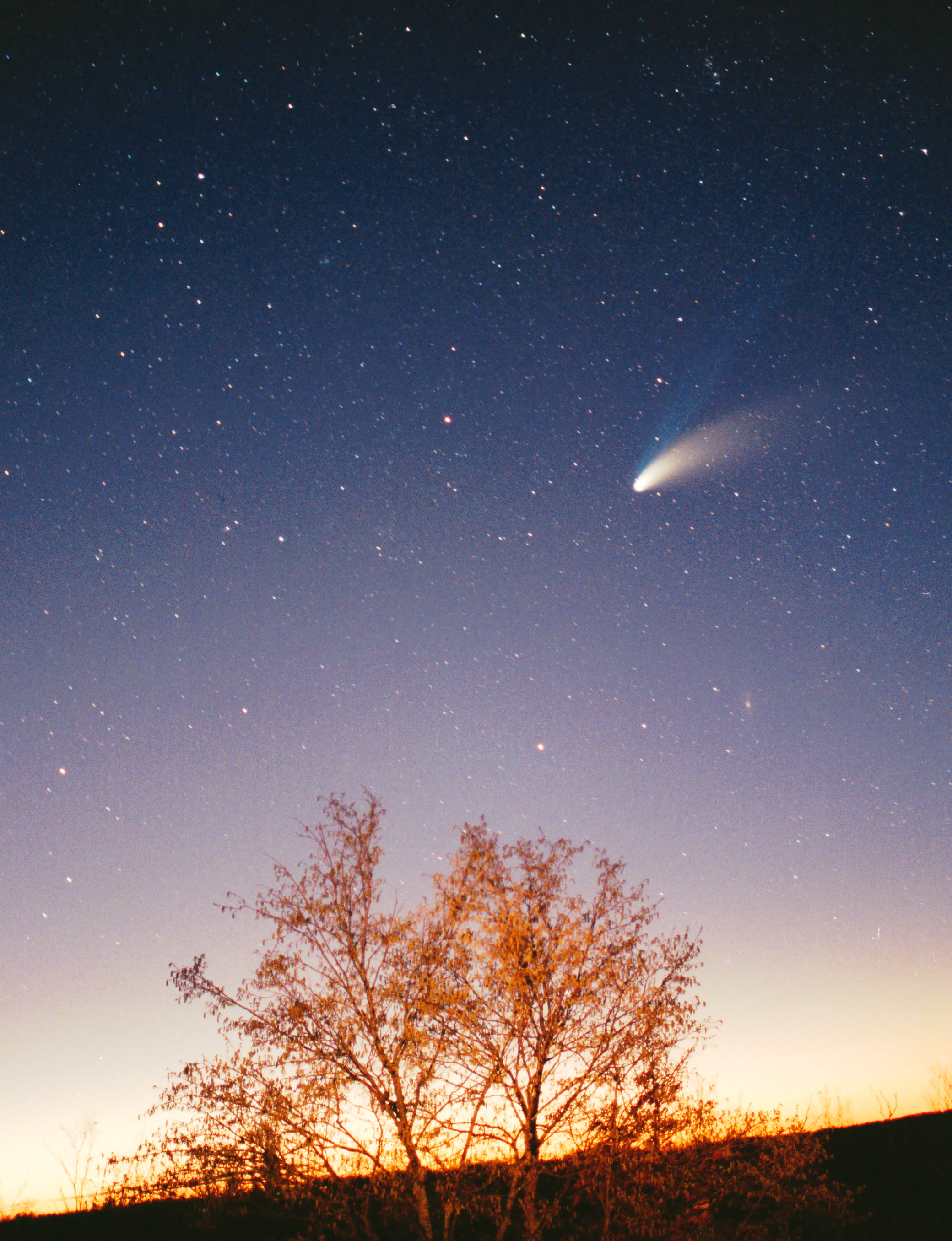
Komeet Hale-Bopp (29 maart 1997)

Komeet Hale-Bopp (officiële aanduiding C/1995 O1) is een lang-periodieke komeet, was waarschijnlijk de meest geobserveerde komeet van de 20e eeuw en was een van de helderste kometen van de afgelopen paar decennia. De komeet was gedurende lange tijd (achttien maanden) met het blote oog zichtbaar. Dit is tweemaal zo lang als de vorige recordhouder, de komeet van Flaugergues, in 1811. De komeet heeft een periode van ongeveer 2360 jaar.
Hale-Bopp werd op 23 juli 1995 ontdekt op grote afstand van de zon, wat deed vermoeden dat de komeet weleens bijzonder helder zou kunnen worden in de omgeving van de zon. Dit gebeurde ook en hij was gedurende het voorjaar van 1997 gemakkelijk zichtbaar met het blote oog.
De komeet werd genoemd naar de twee ontdekkers, Alan Hale en Thomas Bopp, en keert terug rond het jaar 4377.
In maart 1997 was de verschijning van de komeet aanleiding voor 39 leden van de sekte Heaven's Gate om zelfmoord te plegen. De leden beweerden dat ze hun lichaam verlieten om naar een ruimteschip te gaan dat achter de komeet aan zou vliegen.